# LEGO Exo-Force
LEGO Exo-Force é um tema dos brinquedos LEGO. Lançado em 2006, o seu conceito baseia-se no tema "Mecha" popular nos mangás e animes de origem japonesa.
Os aficcionados pelo tema "Mecha", há muito utilizavam-se dos blocos LEGO para construir novos e imaginativos designs e reinterpretações das suas máquinas preferidas, mas os conjuntos Exo-Force foram a primeira tentativa da empresa inteiramente dedicada ao tema. Entretanto, em Fevereiro de 2008 foi anunciado por Jon Beyer, Gerente de Desenvolvimento Comunitário da LEGO, que o mesmo será descontinuado no final do ano.
O tema alcançou relativa popularidade, apresentando conjuntos centrados na luta entre humanos e robôs, utilizando máquinas de batalha, com habilidades e armas distintas, de longo e de curto alcance, acessórios de vôo, luzes e peças únicas em conjuntos especiais.
Em 2007 a LEGO alterou a história, afirmando que a derrota dos robôs havia feito com que o líder dos humanos enviasse os seus quatro melhores pilotos (Hikaru, Takeshi, Ryo e Ha-ya-to) em busca da antiga Cidade Dourada, que se encontrava no alto da Montanha Humana. Infelizmente, os robôs conheciam esse plano e enviaram novas máquinas de batalha contra os humanos.
Nesta nova série percebem-se algumas mudanças: as seis máquinas de batalha têm códigos com os quais se pode ingressar na página oficial LEGO Exo-Force para ganhar pontos e receber bonificações (requer registro prévio gratuito on-line no LEGO Club); outro aspecto importante é que nenhuma máquina de batalha tem luzes desde 2006.